# Assassinato de Michelle Garvey
Michelle Angela Garvey (3 de Junho de 1967 - 1 de Julho de 1982) era uma rapariga americana assassinada no Texas depois de um mês de ter fugido de casa no Connecticut. O seu corpo foi rapidamente encontrado mas ficou por identificar até que um teste de ADN em 2014, depois de um pesquisador de internet amador ter sugerido uma coincidência entre os falecidos por identificar do Texas e a informação de pessoas desaparecidas no Connecticut.

## Circunstâncias
Michelle Garvey desapareceu de New London, Connecticut, presumivelmente depois de fugir de casa, a 1 de Junho de 1982, com 14 anos. Acreditava-se que ela teria tentado voltar ao seu estado de nascimento, Nova Jérsia, ou para a Carolina do Norte. Tinha histórico de fugir, segundo o Centro Nacional de Crianças Desaparecidas e Exploradas. Inicialmente, não se sabia o que tinha acontecido à vítima, porque poderia ter saído de casa para começar uma nova vida e poderia ainda estar viva.

## Descoberta
O corpo de Garvey foi encontradp a 1 de Julho de 1982, em  Baytown, Texas, um mês depois de ter fugido. As autoridades não conseguiram identificar o corpo, mas conseguiram determinar que a vítima era uma mulher branca entre os 15 e os 20 anos com olhos azuis e cabelo ruivo encaracolado. A causa da morte foi determinada como sendo estrangulação. A rapariga também tinha o mamilo esquerdo invertido, tipo de sangue O+, uma cicatriz num pé, tinha aproximadamente 1,60 metros de altura e uma das orelhas furada. O seu corpo foi encontrado usando roupa castanha, incluindo uma camisola de mangas compridas, camisa de botões com um distinto cavalo bordado no seu bolso de peito. As suas calças eram feitas de corduroy. O corpo foi deixado num campo depois de morrer, possivelmente algumas horas depois do seu assassinato. Foi enterrada perto de dois outras vítimas por identificar, as Desconhecidas do Condado de Harris.

## Identificação
O corpo foi exumado em Maio de 2011 para obter um perfil de ADN para comparar com possível amostras, incluindo o irmão de Michelle. Um detective amador online, Polly Penwell, viu os casos de Michelle e do seu corpo por identificar e sugeriu ao Centro Nacional de Crianças Desaparecidas e Exploradas e ao examinador médico do Condado de Harris de que podia ser a mesma pessoa depois de comparar ambos os casos, enquanto usava um site conhecido como Websleuths. Garvey foi identificada em Janeiro de 2014 depois do ADN dos seus restos mortais ter coincidido com o seu irmão, que tinha sido submetido previamente pelo Sistema Nacional de Pessoas Desaparecidas e não Identificadas depois de ter sido analisado pela Universidade do Norte do Texas. Ela permaneceu por identificar durante 31 anos. Tinha 14 anos quando deixou a sua casa no Connecticut e 15 na altura da sua morte. Foi identificada através de esforços feitos pelo Centro Nacional das Crianças Desaparecidas e Exploradas e pelo Departamento da Polícia do Condado de Harris, que eventualmente contactou a família e obteve as amostras do seu ADN para testes em Agosto de 2013. Desde a sua identificação, as autoridades continuaram a sua investigação, agora tentanto encontrar o assassino de Michelle.
Depois de ser devolvida do Texas ao Connecticut, o corpo de Garvey foi enterrado novamente pela sua família a 1 de Março de 2014 em Montville, Connecticut.